# Agrotis ancastiensis
Agrotis ancastiensis là một loài bướm đêm trong họ Noctuidae.